# Akademie der bildenden Künste Wien

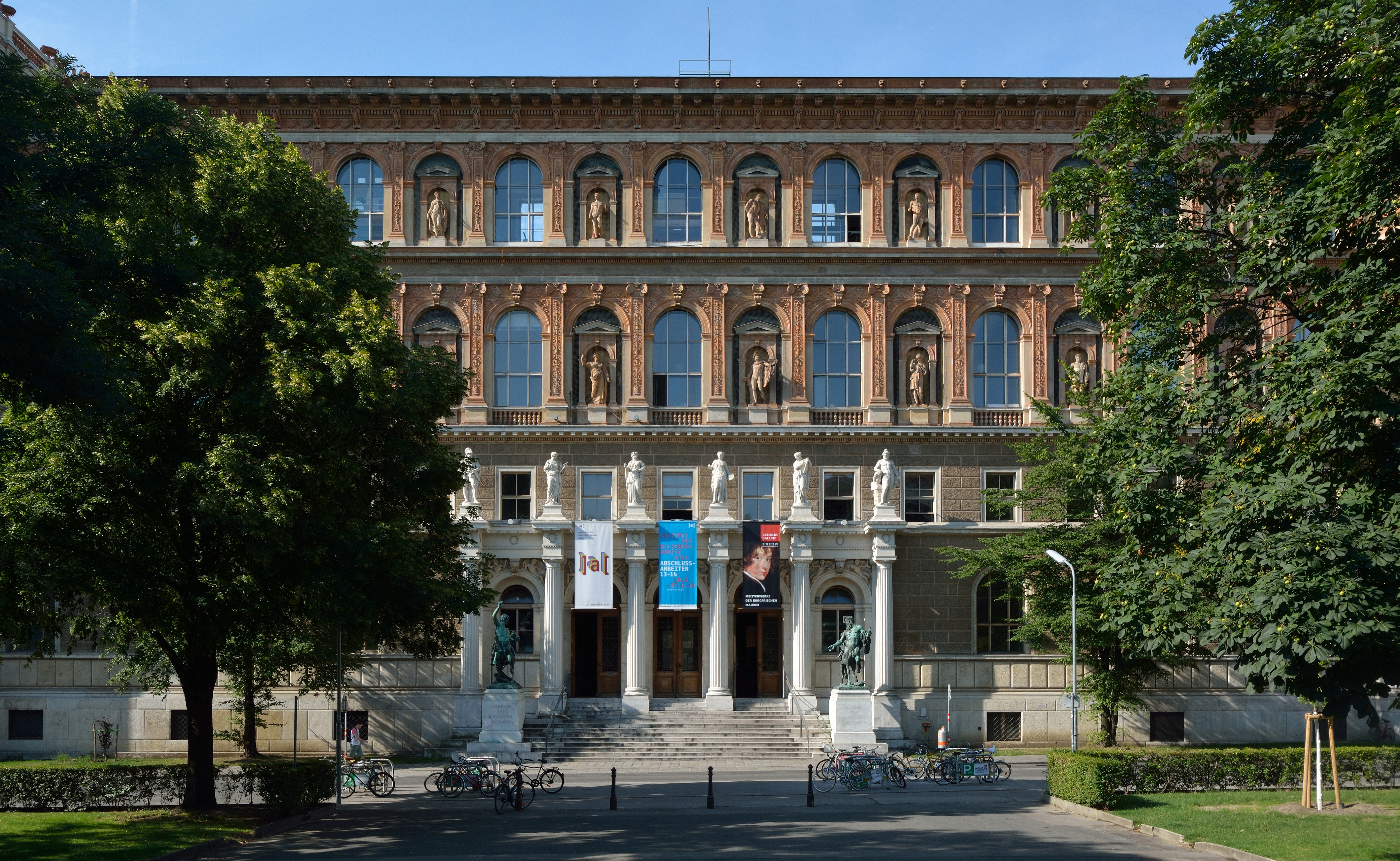
Hauptgebäude der Akademie der bildenden Künste

Die Akademie der bildenden Künste Wien („die Bildende“) ist eine staatliche Kunstakademie am Schillerplatz in der österreichischen Hauptstadt Wien. Gegründet im Jahr 1692, ist sie eine der ältesten Kunstakademien Europas. Das Neorenaissance-Hauptgebäude wurde 1872 bis 1876 durch Franz Joseph I. von Theophil von Hansen als k. k. Akademie der bildenden Künste errichtet.

## Geschichte
Die Wiener Kunstakademie wurde 1692 als Privatakademie von Peter Strudel, dem Hof- und Kammermaler Kaiser Leopolds I., nach dem Vorbild der Accademia di San Luca gegründet, wofür er Räume in dem von ihm erbauten Strudelhof zur Verfügung stellte. Kaiser Josef I. förderte die Einrichtung und wandelte sie 1704 in ein kaiserliches Institut um. Nach dem Tod von Strudel im Jahre 1714 war die Tätigkeit der Akademie vorübergehend eingestellt worden. 1725 erfolgte unter Karl VI. durch Jacob van Schuppen eine Neugründung als K.k. Hofakademie der Maler, Bildhauer und Baukunst, die im Jahre 1731 in das Schönbrunnerhaus unter den Tuchlauben übersiedelte.
Diese erhielt nach 1740 immer weniger Unterstützung vom Hof, so dass sie in van Schuppens Privathaus verlegt wurde und schließlich den Unterricht einstellte.
1750 wurde die Hofakademie der Aufsicht des Oberhofbaudirektors Adam Philipp Losy von Losinthal unterstellt, der sie nach van Schuppens Tod 1751 wiederbelebte, als Protektor zunächst auch deren Leitung übernahm und ihr eine Rektoratsverfassung gab.
Von 1751 bis 1754 und von 1757 bis 1758 war Michelangelo Unterberger Rector der k.k. Academie. Der Titel „rector magnificus“ wurde im Jahre 1751 erstmals von Kaiserin Maria Theresia verliehen. Von 1754 bis 1757 war Paul Troger Rektor der Akademie.
Auf Anregung von Fürst Kaunitz entstand 1758 die k.k. Zeichnungs-Akademie unter der Leitung von Florian Zeiss. Jacob Matthias Schmutzer gründete 1766 die k.k. Kupferstecher-Academie. 1767 richtete Anton Domaneck eine Possier-, Verschneid- und Graveur-Akademie (Erzverschneiderschule) ein. Im Jahr 1772 wurden alle zu dieser Zeit in Wien bestehenden Kunstlehranstalten zur k.k. vereinigte Academie der bildenden Künste zusammengeschlossen, ab 1812 unter dem Namen Akademie der vereinigten bildenden Künste.
1786 übersiedelte die Akademie in den St. Annahof (Wien). Es wurden dort öffentliche Kunstausstellungen veranstaltet.
1872 erhielt die Akademie Hochschulstatus.
Zum Wintersemester 1920/1921 wurden erstmals offiziell Frauen zum Studium an der Akademie zugelassen. Bereits vorher gab es vereinzelt Studentinnen, jedoch nicht mehr nach 1820. 1947 wurde Gerda Matejka-Felden als erste Professorin an die Akademie berufen.
1995 wurde der Akademie das Semperdepot als Atelierhaus überantwortet.
1998 wurde die Akademie – unter Beibehaltung des Namens Akademie der bildenden Künste – Universität.
1999/2000 wurde die seit 1850 bestehende Gliederung nach Meisterschulen durch folgende universitäre Institute ersetzt:
- Institut für Kunst und Architektur (fünf Ordinariate Architektur, eines für Bühnenbild),
- Institut für bildende Kunst (acht Ordinariate Malerei, Grafik und Medienkunst, drei Ordinariate Bildhauerei)
- Institut für Wissenschaften und Technologien in der Kunst (zwei Ordinariate: Restaurierung und Konservierung, Naturwissenschaften/Technologie)
- Institut für das künstlerische Lehramt (drei Ordinariate: Bildnerische Erziehung, Werkerziehung und Textiles Gestalten)
- Institut für Kunst- und Kulturwissenschaften (fünf Ordinariate: Kunstgeschichte, Philosophie, Kulturwissenschaft, Kulturphilosophie etc.)

Die Studierendenproteste in Österreich 2009 nahmen mit einer gemeinschaftlichen Besetzung der Aula der Akademie durch Studierende und Lehrende ihren Anfang. Martina Pfingstl, eine der Initiatorinnen, wurde kurze Zeit später als erste Studentin zur Vorsitzenden des Senats einer österreichischen Universität gewählt. Eva Blimlinger wurde 2011 von diesem Gremium zur ersten Rektorin der Akademie gewählt. In Folge bildete Blimlinger gemeinsam mit den Vizerektorinnen Andrea B. Braidt (Kunst und Forschung) und Karin Riegler (Lehre und Nachwuchsförderung) das erste gänzlich weibliche Rektorat an einer österreichischen Universität, welches für zwei Funktionsperioden bis 2019 im Amt war.
Am 7. Mai 2019 wurde der deutsche Philosoph und Kunstwissenschaftler Johan Frederik Hartle vom Universitätsrat erstmals zum Rektor der Akademie der bildenden Künste Wien gewählt und folgte in dieser Funktion mit 1. Oktober 2019 Eva Blimlinger nach. Nach Wiederwahl beginnt die zweite Amtszeit Hartles im Oktober 2023.

## Das Gebäude am Schillerplatz

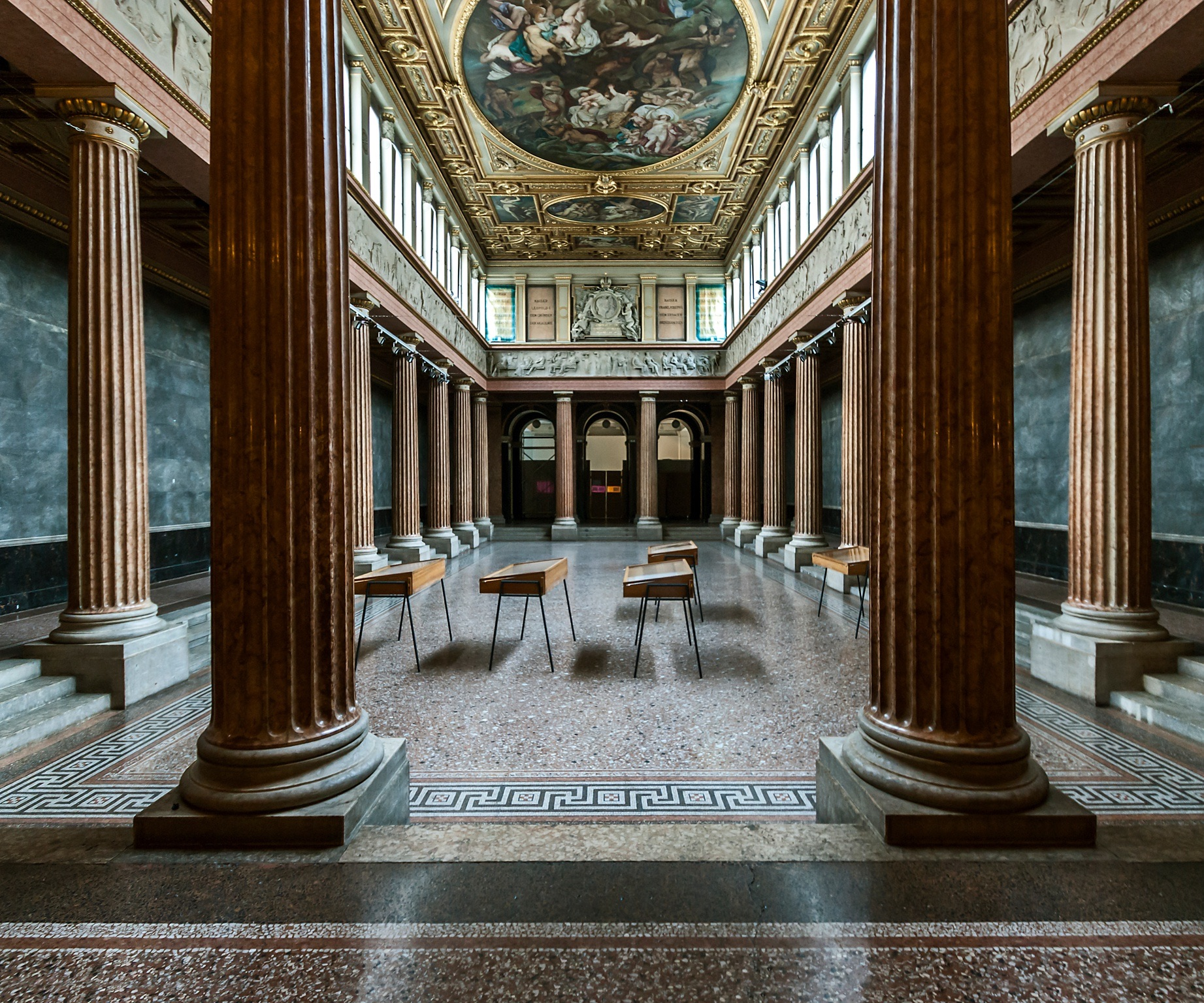
Aula des Hauptgebäudes

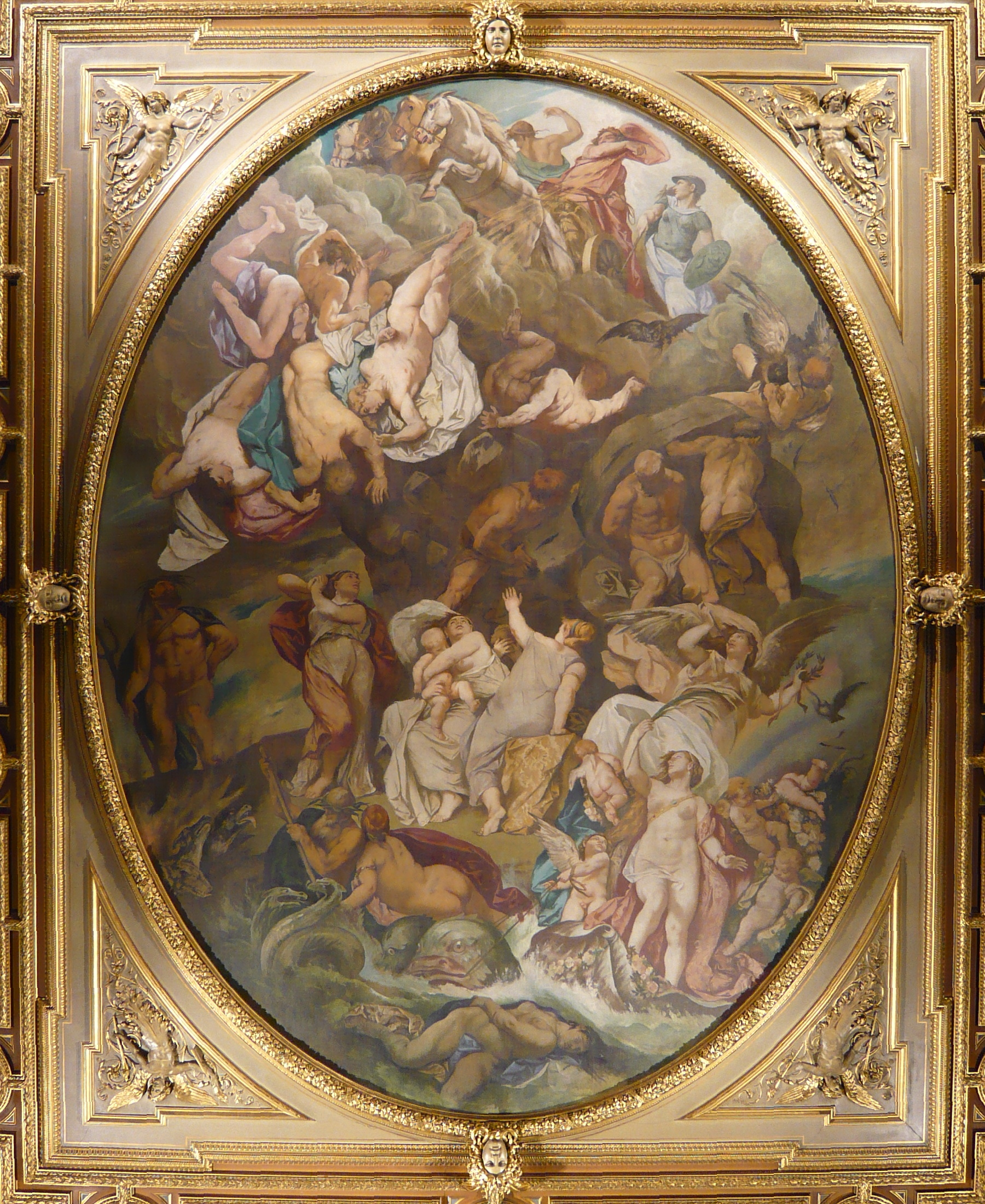
Titanensturz in der Aula (1875–1880), von Anselm Feuerbach

Das Hauptgebäude der Akademie wurde 1872 bis 1876 durch Franz Joseph I. von Theophil von Hansen errichtet. Bereits seit dem 1. April 1877 befand sich die Akademie in diesem Gebäude am Schillerplatz im 1. Bezirk Wiens.
In Verbindung mit dem Bau der Ringstraße war 1871 der Neubau der Akademie vom Kaiser genehmigt worden. Die Pläne für dieses Vorhaben stammen von Theophil Hansen (1813–1891), dem Leiter einer Spezialschule für Architektur an der Akademie. Die Bauarbeiten auf dem Kalkmarkt (heute Schillerplatz) kosteten 1.200.000 Gulden und dauerten von 1872 bis 1876. Das Bauwerk der Akademie entstand im Stil der Neorenaissance, viergeschoßig mit erhöhten Vorsprüngen. Am 3. April 1877 war die feierliche Eröffnung des Neubaus in Anwesenheit Kaiser Franz Josephs I. Die künstlerische Ausgestaltung der Innenräume dauerte bis 1892 an; die Deckengemälde in der Aula stammen von Anselm Feuerbach.
In den Jahren 1898 und 1910 legte Otto Wagner Entwürfe für den Neubau der Akademie auf der Schmelz vor, die aber nicht realisiert wurden.
Bis Mitte 2021 wurde das Hauptgebäude am Schillerplatz dreieinhalb Jahre lang saniert. Die Kosten des Renovierungsprojekt betrugen rund 70 Millionen Euro, unter dem Innenhof wurde ein unterirdisches Depot für das Kupferstichkabinett sowie ein Studiensaal errichtet. Dabei wurden auf der Treppe zum Haupteingang neue Geländer errichtet, jedoch keine barrierefreie Rampe für Rollstühle und Kinderwagen.

## Ausstellungsräume

### Sammlungen: Gemäldegalerie, Kupferstichkabinett, Glyptothek
- Gemäldegalerie: Die Gemäldegalerie umfasst rund 1600 Gemälde von der frühen italienischen Tafelmalerei des 14. und 15. Jahrhunderts bis zu Malerei im Umkreis der Akademie aus dem 18. und frühen 19. Jahrhundert. Es befinden sich darunter das Weltgerichtstriptychon von Hieronymus Bosch, sowie Werke von Lucas Cranach, Rembrandt van Rijn, Peter Paul Rubens, Tizian, Bartolomé Esteban Murillo und Giovanni Antonio Guardi. Der Grundstock der Sammlung wurde im 18. Jahrhundert mit den jährlich prämierten Preisstücken und Aufnahmewerken der Akademiemitglieder gebildet. 1822 hinterlässt ihr Anton Franz von Lamberg-Sprinzenstein (1740–1822) seine berühmte Gemäldesammlung. Die 'Gemäldegalerie' ist als Museum öffentlich zugänglich und befindet sich im Gebäude der Akademie am Schillerplatz.

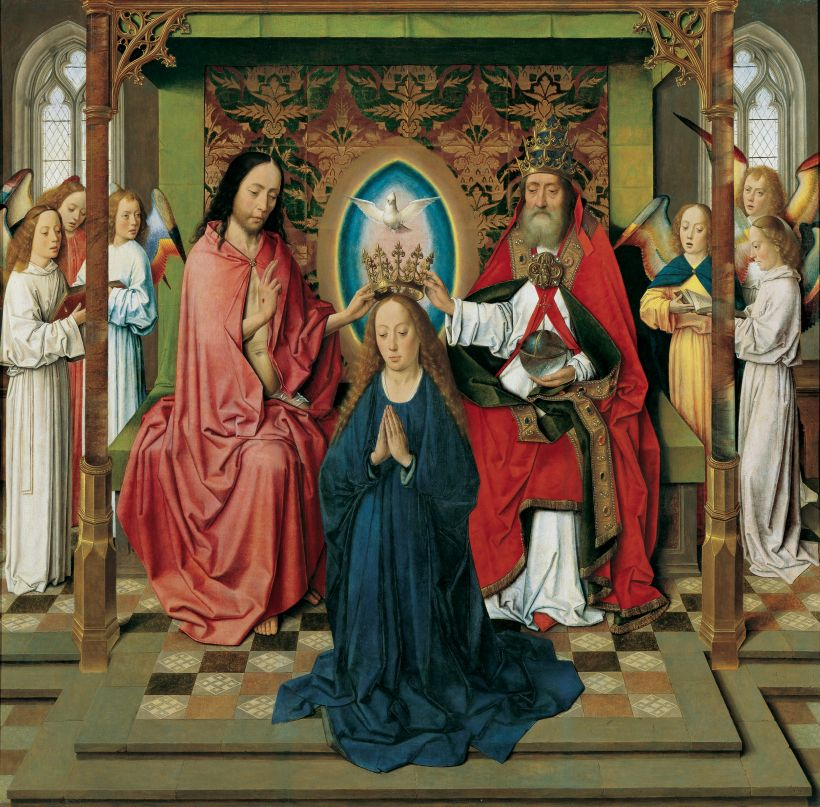
Marienkrönung, Dierick Bouts um 1450
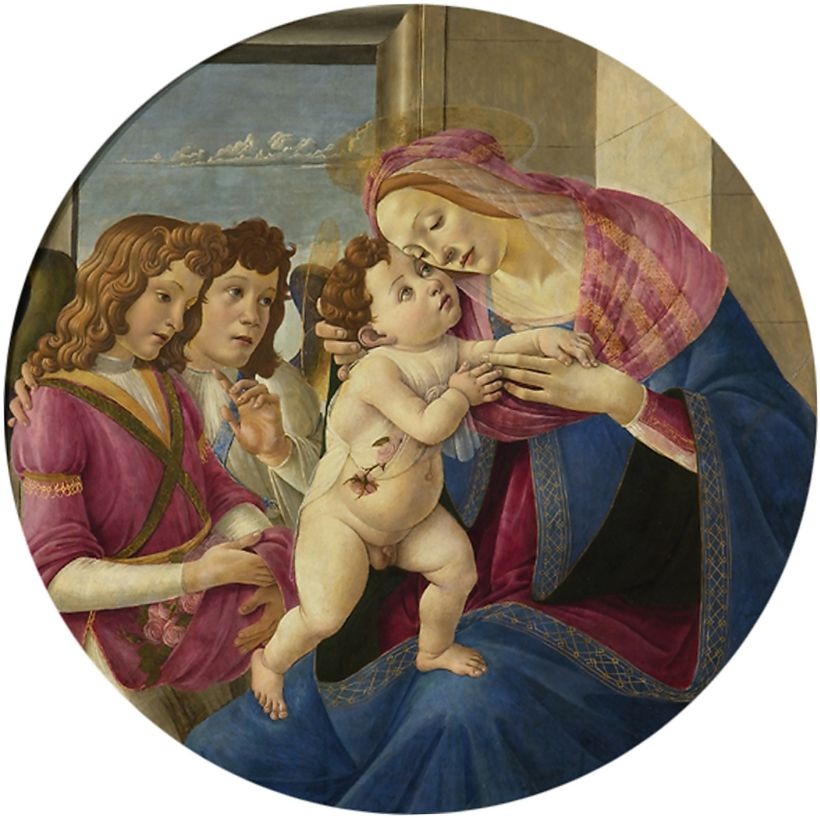
Madonna mit Kind und zwei Engeln, Sandro Botticelli um 1490
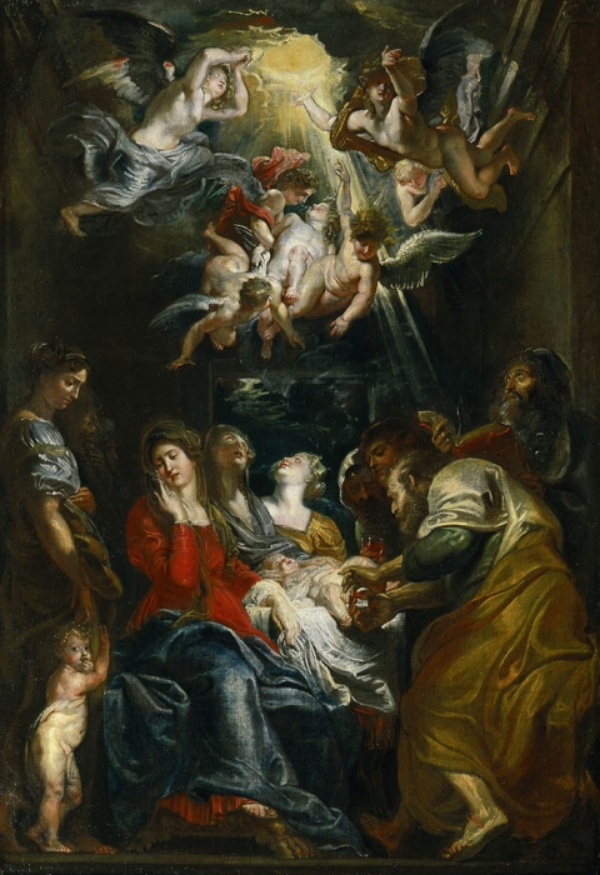
Die Beschneidung Christi, Peter Paul Rubens 1605
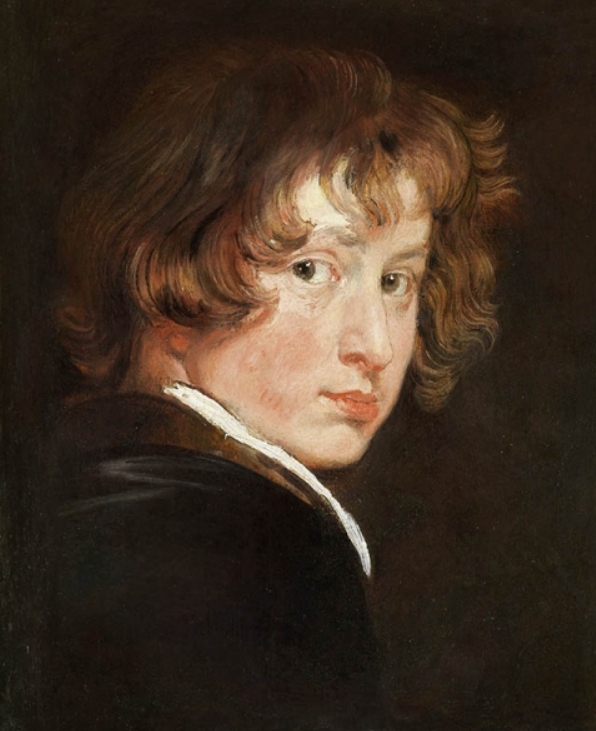
Jugendliches Selbstporträt, Anthonis van Dyck um 1615

- Kupferstichkabinett: ist eine der bedeutendsten österreichischen Grafiksammlungen. Nach Voranmeldung können für Recherchen Blätter im Studiensaal des Kupferstichkabinetts eingesehen werden.
- Glyptothek: Von der historischen Sammlung an Gipsabgüssen haben sich bis heute etwa 450 Objekte erhalten, die als Schaudepot im Atelierhaus der Akademie der bildenden Künste Wien aufgestellt sind.
- Exhibit Galerie: ist ein Raum im ersten Stock des historischen Gebäudes am Schillerplatz 3, der zeitgenössische Ausstellungsprogramme des Hauses sowie immer im Juni die Diplompräsentationen beherbergt
- Exhibit Studio: schließt an die Exhibit Galerie an und ist ein von einem jährlich wechselnden, studentischen Kuratorenduo verwalteter Ausstellungsraum, der hauptsächlich Arbeiten von Studierenden zeigt

### Der anatomische Saal

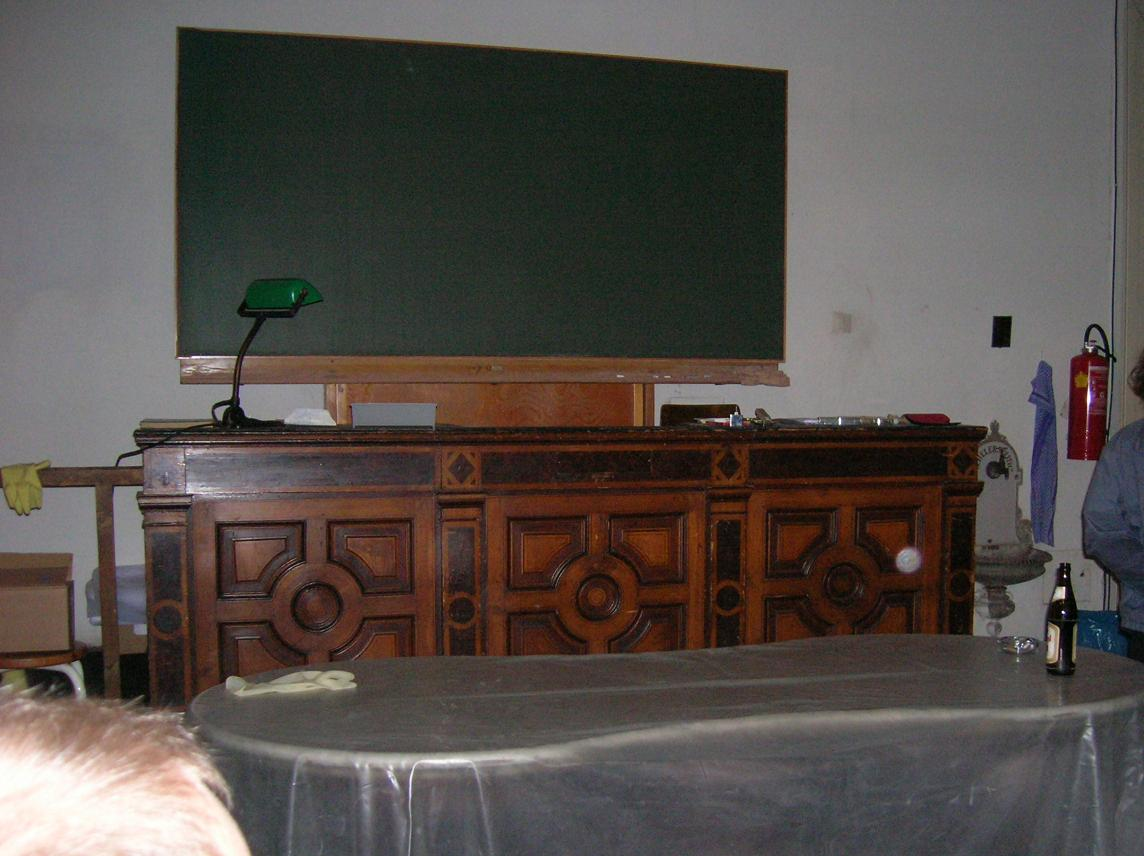
Der anatomische Saal der Akademie der Bildenden Künste in Wien

Der anatomische Saal im Keller der Akademie der Bildenden Künste ist beinahe unverändert enthalten geblieben, nur das Podest ist aus dem Jahre 1928. Ein besonders wertvolles Stück ist der Seziertisch mit Marmorplatte, die mit Rinnen und in der Mitte mit einer Öffnung versehen ist, um Körperflüssigkeiten abzuleiten. Der Saal mit den im Halbkreis angeordneten Sitzbänken bekommt kein Tageslicht, weswegen er sich eher für theoretische Vorlesungen als fürs Zeichnen eignet. Nur ein einziger Professor, Anton von Frisch, der 1874–1906 Leiter des Anatomie-Unterrichts an der Akademie war, nahm hier tatsächlich Leichensektionen vor. Das anatomische Zeichnen findet im Museum für Geschichte der Medizin (Josephinum), in Kunstmuseen, im Pathologisch-Anatomischen Bundesmuseum (Narrenturm), und im Anatomischen Institut in der Währinger Straße statt.
Der anatomische Saal wurde 2005 vom Burgtheater für die Uraufführung von Klaus Pohls Stück Der Anatom mit Ignaz Kirchner verwendet.
Im Zuge der Sanierung bis Mitte 2021 wurde auch der Anatomiesaal umfassend restauriert und modernisiert. Dabei wurde die bunte, ursprünglich von Theophil Hansen geplante Wandbemalung wiederhergestellt.

## Lehrbetrieb

### Studienrichtungen
- Architektur
- Bildende Kunst
- Bühnengestaltung
- Konservierung und Restaurierung
- Künstlerisches Lehramt
- Doktoratsstudium der Philosophie
- Doktoratsstudium der technischen Wissenschaften
- Doktoratsstudium der Naturwissenschaften
- Master in Critical Studies
- PhD in Practice

### Bekannte ehemalige Studenten und Professoren
- Martin van Meytens (1695–1770)
- Michelangelo Unterberger (1695–1758)
- Paul Troger (1698–1762)
- Franz Christoph Janneck (1703–1761)
- Johann Georg Platzer (1704–1761)
- Franz Kohl (1711–1766)
- Caspar Franz Sambach (1715–1795)
- Franz Anton Maulbertsch (1724–1796)
- Josef Hauzinger (1728–1786)
- Vinzenz Fischer (1729–1810)
- Joseph Hickel (1736–1807)
- Franz Xaver Kirchebner (1736–1815)
- Franz Xaver Messerschmidt (1736–1783)
- Hubert Maurer (1738–1818)
- Anton Hickel (1745–1798)
- Heinrich Friedrich Füger (1751–1818)
- Franz Caucig (1755–1828)
- Karel Postl (1769–1818)
- Franz Arnold (?–1790)
- Jacob Schroth (1773–1831)
- Johann Peter Krafft (1780–1856)
- Matthäus Loder (1781–1828)
- Josef Arnold der Ältere (1788–1879)
- Franz Xaver Petter (1791–1866)
- Blasius Höfel (1792–1863)
- Thomas Ender (1793–1875)
- Johann Carl Smirsch (1793–1869)
- Ferdinand Georg Waldmüller (1793–1865)
- Joseph Edward von Gillern (1794–1845)
- Leopold Kupelwieser (1796–1862)
- Eduard Gurk (1801–1841)
- Franz Xaver Lössl (1801–1885)
- Friedrich von Amerling (1803–1887)
- Fidelis Schönlaub (1805–1883)
- Friedrich Gauermann (1807–1862)
- Robert Theer (1808–1863)
- Albert Zimmermann (1809–1888)
- Adolf Theer (1811–1868)
- Rudolf von Alt (1812–1905)
- Carl Rahl (1812–1865)
- Albert Theer (1815–1902)
- Vincenz Pilz (1816–1896)
- Andreas Lach (1817–1882)
- Carl Wurzinger (1817–1883)
- Eduard von Engerth (1818–1897)
- Emanuel Stöckler (1819–1893)
- Friedrich von Schmidt (1825–1891)
- Anton Batsche (1826–1897)
- Edmund von Wörndle (1827–1906)
- Anselm Feuerbach (1829–1880), Professor 1873–80
- August von Wörndle (1829–1902)
- August Eisenmenger (1830–1907)
- Eduard von Lichtenfels (1833–1913)
- August Weber (1836–1903)
- Jan Matejko (1838–1893)
- Gustav Herold (1839–1927)
- Gottfried Lindauer (1839–1926)
- Kornylo Ustyjanowytsch (1839–1903)
- Otto Wagner (1841–1918)
- Ferdinand Demetz (1842–1902)
- Anton Hlavaček (1842–1926)
- Karl Kaufmann (Maler) (1843–1905)
- Mihály Munkácsy (1844–1900)
- Franz Tavella (1844–1931)
- Teofil Kopystynskyj (1844–1916)
- Eugen Jettel (1845–1901)
- Anton von Frisch (1849–1917)
- Anton Paul Heilmann (1850–1912)
- Edmund von Hellmer (1850–1935)
- Josef Dernjač (1851–1920)
- Alfred Zoff (1852–1927)
- Carl Freiherr von Merode (1853–1909)
- Rodolphe Ernst (1854–1932)
- Eduard Ameseder (1856–1938)
- August Kirstein (1856–1939)
- Rudolf von Larisch (1856–1934)
- Johannes Mayerhofer (1859–1925)
- Hans Bitterlich (1860–1949)
- Simon Glücklich (1863–1943)
- Wilhelm von Wörndle (1863–1927)
- Alfred Roller (1864–1935)
- Mykola Iwasjuk (1865–1937)
- Peter Markovič (1866–1929)
- Peter Behrens (1868–1940)
- Kamil Hilbert (1869–1933)
- Carl O’Lynch of Town (1869–1942)
- Alexander Pock (1871–1950)
- Rudolf Weber (1872–1949)
- Adolf Simatschek (1874–1919)
- Ferdinand Schebek (1875–1949)
- Franz Baumgartner (1876–1946)
- Alois Arnegger (1879–1963)
- Hans Feichtlbauer (1879–1957)
- Friedrich Antoniacomi (1880–1975)
- Wilhelm Dachauer (1881–1951), Student 1899–1907, Professor 1927–45
- Mychajlo Bojtschuk (1882–1937)
- Richard Gerstl (1883–1908)
- Heinrich Krippel (1883–1945)
- Emil Pirchan (1884–1957)
- Adolf Wagner von der Mühl (1884–1962)
- Adolph Johannes Fischer (1885–1936)
- Karl Sterrer (1885–1972)
- Clemens Holzmeister (1886–1983)
- Max Domenig (1886–1952)
- Oskar Icha (1886–1945)
- Rosa Pohnert-Resch (1886–1978)
- Benjamin Strasser (1888–1955)
- Robin Christian Andersen (1890–1969)
- Egon Schiele (1890–1918)
- Franz Gruss (1891–1979)
- Alexander Popp (1891–1947), Rektor 1941–45
- Edwin Grienauer (1893–1964)
- Robert Kautsky (1895–1963)
- Kurt Weiss (1895–1966)
- Anton Brenner (1896–1957)
- Leopold Hauer (1896–1984)
- Caspar Neher (1897–1962)
- Gerda Matejka-Felden (1901–1984)
- Paul Kassecker (1903–1992)
- Ceno Kosak (1904–1985)
- Hans Knesl (1905–1971)
- Norbert Schlesinger (1908–1980)
- Karl Nieschlag (1909–1975)
- Roland Rainer (1910–2004)
- Heinz Leinfellner (1911–1974)
- Lucas Suppin (1911–1998)
- Ludwig Merwart (1913–1979)
- Sepp Nordegg (1913–1984)
- Rudolf Hausner (1914–1995)
- Ferdinand Welz (1915–2008)
- Rudolf Hoflehner (1916–1995)
- Grete Huchler (1916–1993)
- Otto S. Grewe (1917–1965)
- Adolfo Winternitz (1921–1929)
- Joannis Avramidis (1922–2016)
- Maximilian Melcher (1922–2002)
- Basilia Gürth (1923–2018)
- Oswald Stimm (1923–2014)
- Gerhard Swoboda (1923–1974)
- August Stimpfl (1924–2010)
- Alfred Hrdlicka (1928–2009)
- Friedensreich Hundertwasser (1928–2000)
- Gustav Peichl (1928–2019)
- Arik Brauer (1929–2021)
- Norbert Grebmer (1929–1983)
- Wolfgang Hollegha (1929–2023)
- Anton Lehmden (1929–2018)
- Josef Mikl (1929–2008)
- Ernst Fuchs (1930–2015)
- Paul Kulnig (1931–2018)
- Timo Penttilä (1931–2011)
- Roland Goeschl (1932–2016)
- Erwin Reiter (1933–2015)
- Andreas Urteil (1933–1963)
- Fria Elfen-Frenken (* 1934)
- Peter Kukelka (1934–2018)
- Hermann Czech (* 1936)
- Adi Holzer (* 1936)
- Peter Krawagna (* 1937)
- Armin Pramstaller (1938–2002)
- Annemarie Avramidis (1939–2013)
- Gotthard Muhr (1939–2013)
- Oskar Putz (* 1940)
- Hartmut Urban (1941–1997)
- Cornelius Kolig (1942–2022)
- Harun Farocki (1944–2014), Professor 2004–11
- Erich Wonder (* 1944)
- Luigi Blau (1945–2023)
- Meina Schellander (* 1946)
- Annegret Soltau (* 1946)
- Reinhard Puch (* 1947)
- Franz West (1947–2012)
- Gottfried Helnwein (* 1948)
- Adam Jankowski (* 1948)
- Thomas Stimm (* 1948)
- Manfred Deix (1949–2016)
- Erwin Bohatsch (* 1951)
- Thomas Spitzer (* 1953)
- Elmar Peintner (* 1954)
- Thomas Heise (1955–2024)
- Josef Trattner (* 1955)
- Martin Kohlbauer (* 1956)
- Walter Köstenbauer (* 1956)
- Gerhard Raab (1956–2023)
- Ashley Hans Scheirl (* 1956)
- Diedrich Diederichsen (* 1957)
- Gunter Damisch (1958–2016)
- Carsten Roth (* 1958)
- Heimo Zobernig (* 1958)
- Andrea Maria Dusl (* 1961)
- Helmut Ditsch (* 1962)
- Daniel Richter (* 1962), Professor seit 2006
- Carola Dertnig (* 1963)
- Monica Bonvicini (* 1965)
- Dorit Margreiter (* 1967)
- Amoako Boafo (* 1984)

Ein bekannter (zweimal) abgelehnter Bewerber war Adolf Hitler (1889–1945).